# السپت
السپت (به انگلیسی: Elspet) یا السپث به (انگلیسی: Elspeth) یک نام کوچک زنانه به معنای منتخب خدا یا مقدس شده از سوی خداوند است. السپت شکل اسکاتلندی الیزابت محسوب می‌شود. 
این نام ممکن است به این موارد اشاره داشته‌باشد:

## مردم
- السپت دنینگ (متولد ۱۹۵۶) بازیکن هاکی روی چمن استرالیایی
- السپت اریک (۱۹۰۷-۱۹۹۳) بازیگر آمریکایی
- السپت گری (۱۹۲۹-۲۰۱۳) بازیگر اسکاتلندی
- السپت هانسون (متولد ۱۹۸۶) نوازنده‌ی انگلیسی گروه باند

## در فرهنگ عامه
- السپت مک‌تاویش شخصیت‌ خیالی در بیوه هایلند اثر والتر اسکات
- السپت مک‌گیلکادی شخصیت خیالی در قطار ساعت ۴:۵۰ از پدینگتون اثر آگاتا کریستی
- السپت تیرل شخصیت خیالی در بازی سحر و جادو: گردهمایی
- لیدی السپت کاتن یک شخصیت خیالی با بازیگری رزمند پایک در فیلم سالتبرن